# Syðrugøta
Syðrugøta es un pueblo de las Islas Feroe (Dinamarca), en Eysturoy. Su población en 2012 es de 663 habitantes, siendo la segunda localidad más poblada del municipio de Eystur, tras Leirvík.
Syðrugøta significa "camino del sur", en oposición al pueblo vecino de Norðragøta. Esta zona adyacente a la bahía Gøtuvík ha sido conocida históricamente como Gøta ("camino"), haciendo referencia a que la zona era sitio de paso obligado en la ruta habitual entre el Skálafjørður y la parte oriental y septentrional de la isla. Actualmente el nombre de Gøta se usa principalmente para referirse a Norðragøta, misma que es identificada como el lugar de nacimiento del caudillo vikingo Trondur í Gøtu, aunque no se sabe a ciencia cierta cuál de los dos poblados es más antiguo.
El nombre de Syðrugøta aparece por primera vez en una fuente escrita en el siglo XVI, pero por investigaciones arqueológicas, se ha descubierto que el pueblo data de la era vikinga.